# تارا دی سوزا
تارا دی سوزا (به انگلیسی: Tara D'Souza) (زاده ۲۰ دسامبر ۱۹۸۶) بازیگر هندی است.
از فیلم‌هایی که وی در آن نقش داشته‌است می‌توان به عروس برادر من و با من دوست میشی اشاره کرد.